# Caelus
Caelus (a vegades dit Coelus) fou el nom llatí que van usar els romans en la seva mitologia pel déu grec del cel Urà. Caelus es va casar amb Tellus (Gea) i amb fou pare de Saturn (Cronos), Ops (Rea), Oceà i els altres Titans, així com dels Gegants. En solitari, Caelus va ser el pare de Venus (Afrodita).
Caelus representa la regió que, juntament amb les personificacions de la terra i el mar, forma el mundus o món. S'ubica per tant per sobre de les divinitats clàssiques, engendrades posteriorment. Usualment se'l representa com un home gran, en una imatge pròpia d'altres divinitats del cel. Podia aparèixer també com Caelus Nocturnus, amb mant d'estrelles, oposant-se al sol.
La seva figura va popularitzar-se amb el mitraisme. Juvenal, entre d'altres autors, consideraven que el déu monoteista del judaisme era similar a Caelus, d'aquí la representació antropomòrfica habitual.